# Гаплогруппа X4 (мтДНК)
Гаплогруппа X4 — гаплогруппа митохондриальной ДНК человека.

## Субклады
- X4a
  - X4a1
  - X4a2
  -  X4a3

## Распространение

### Кавказ
- сваны — 0,54 % (184)[1]

## Палеогенетика

### Бронзовый век
Катакомбная культурно-историческая общность
- Prydnistryanske, site 1 — Приднестрянское, Ямпольский район (Винницкая область), Украина[2]
  - poz220 | MH176337.1 — kurgan I, grave 4, skel. 2 — 2834–2499 BC (Poz-66219) — М — X4 > X4a1
  - poz221 | MH176338.1 — kurgan I, grave 4, skel. 1 — 2548–2348 BC (Poz-66732) — М — X4 > X4a1

### Железный век
Лчашен-Мецаморская культура
- I14606 | 1208; 28 __ Bagheri Tchala __ Шнох, Лорийская область, Армения __ 1050–800 BCE (2875±72 BP) __ М __ R1b1a1b1b (R-FGC14590) # X4.[3]

Скифская культура
- MJ-35 | 108 — Kup'evaha (mound 25, burial 1, skeleton 1) — Купьеваха (Богодуховский район), Харьковская область, Украина — 751–408 calBCE (2440±30 BP) — М — Q1c-L332 # X4.[4]

- KOL_1 — Kolbino 1 (kurgan 8, grave 1) — Репьёвский район, Воронежская область, Россия — 3rd c. BCE — X4.[5]

### Средние века
Византия
- I4533 | D9 __ Dara __ Мардин (ил), Юго-Восточная Анатолия, Турция __ 774-884 calCE (1200±15 BP, PSUAMS-4142) __ М __ J1a2b1b2~ (J-Y147362) # X4.
- I16571 | Locus 57; TH15 BF1020 __ Тель-Башир __ Огузели, Газиантеп (ил), Юго-Восточная Анатолия, Турция __ 1100–1300 CE (750±58 BP) __ Ж __ X4.

Королевство Польское
- C9 | 2 — Цедыня ― Грыфинский повет, Западно-Поморское воеводство, Польша — 1000–1400 AD — X4.[6]

## Публикации
2014
- Juras A; Dabert M; Kushniarevich A; Malmström H; Raghavan M; Kosicki JZ; Metspalu E; Willerslev E; Piontek J. (Октябрь 2014). Ancient DNA Reveals Matrilineal Continuity in Present-Day Poland over the Last Two Millennia. PLOS One. 9 (10): e110839. doi:10.1371/journal.pone.0110839. PMC 4206425. PMID 25337992.{{cite journal}}:  Википедия:Обслуживание CS1 (не помеченный открытым DOI) (ссылка)

2017
- Unterländer M; Palstra F; Lazaridis I; et al. (Март 2017). Ancestry and demography and descendants of Iron Age nomads of the Eurasian Steppe. Nature Communications. 8. doi:10.1038/ncomms14615. PMC 5337992. PMID 28256537.
- Yardumian A; Shengelia R; Chitanava D; et al. (Декабрь 2017). Genetic diversity in Svaneti and its implications for the human settlement of the Highland Caucasus. American Journal of Physical Anthropology. 164 (4): 837–852. doi:10.1002/ajpa.23324. PMID 29076141.

2018
- Juras A, Chyleński M, Ehler E; et al. (Август 2018). Mitochondrial genomes reveal an east to west cline of steppe ancestry in Corded Ware populations. Scientific Reports. 8 (1). doi:10.1038/s41598-018-29914-5. PMC 6072757. PMID 30072694. {{cite journal}}: Явное указание et al. в: |author= (справка)Википедия:Обслуживание CS1 (множественные имена: authors list) (ссылка)

2019
- Järve M, Saag L, Scheib CL; et al. (Июль 2019). Shifts in the Genetic Landscape of the Western Eurasian Steppe Associated with the Beginning and End of the Scythian Dominance. Current Biology. 29 (14): 2430-2441.e10. doi:10.1016/j.cub.2019.06.019. PMID 31303491. {{cite journal}}: Явное указание et al. в: |author= (справка)Википедия:Обслуживание CS1 (множественные имена: authors list) (ссылка)

2022
- Lazaridis I, Alpaslan-Roodenberg S, Acar A; et al. (Август 2022). The genetic history of the Southern Arc: A bridge between West Asia and Europe. Science. 377 (6609): eabm4247. doi:10.1126/science.abm4247. PMID 36007055. {{cite journal}}: Явное указание et al. в: |author= (справка)Википедия:Обслуживание CS1 (множественные имена: authors list) (ссылка)